# Meridiano 165 este
El meridiano 165 este de Greenwich es una línea de longitud que se extiende desde el Polo Norte atravesando el Océano Ártico, Asia, el Océano Pacífico, el Océano Antártico y la Antártida hasta el Polo Sur.
El meridiano 165 este forma un gran círculo con el meridiano 15 oeste.

## De Polo a Polo
Comenzando en el Polo Norte y dirigiéndose hacia el Polo Sur, este meridiano atraviesa:
| Coordenadas                        | País, territorio o mar  | Notas |
| ---------------------------------- | ----------------------- | --- |
| 90°0′N 165°0′E / 90.000, 165.000   | Océano Ártico           | Mar de Chukotka |
| 75°8′N 165°0′E / 75.133, 165.000   | Mar de Siberia Oriental | |
| 69°34′N 165°0′E / 69.567, 165.000  | Rusia                   | Distrito autónomo de Chukotka Krai de Kamchatka — desde 64°41′N 165°0′E / 64.683, 165.000                              |
| 59°50′N 165°0′E / 59.833, 165.000  | Mar de Bering           | Pasando al este de la Isla Karáguinski, Krai de Kamchatka, Rusia (en 59°2′N 164°44′E / 59.033, 164.733)                |
| 55°35′N 165°0′E / 55.583, 165.000  | Océano Pacífico         | Pasando al oeste del Bikini Atoll, Islas Marshall (en 11°35′N 165°12′E / 11.583, 165.200)                              |
| 10°15′S 165°0′E / -10.250, 165.000 | Mar de Coral            | |
| 20°42′S 165°0′E / -20.700, 165.000 | Nueva Caledonia         | |
| 21°22′S 165°0′E / -21.367, 165.000 | Mar de Coral            | |
| 24°56′S 165°0′E / -24.933, 165.000 | Océano Pacífico         | |
| 60°0′S 165°0′E / -60.000, 165.000  | Océano Antártico        | Pasando al este de la Isla Sturge, Islas Balleny, reclamado por Nueva Zelanda (en 67°33′S 164°49′E / -67.550, 164.817) |
| 70°36′S 165°0′E / -70.600, 165.000 | Antártida               | Dependencia Ross, reclamado por Nueva Zelanda                                                                          |
| 74°34′S 165°0′E / -74.567, 165.000 | Océano Antártico        | Mar de Ross |
| 77°54′S 165°0′E / -77.900, 165.000 | Antarctica              | Dependencia Ross, reclamado por Nueva Zelanda                                                                          |